# Ulemica
Ulemica is een geslacht van uitgestorven venyukavioïde therapsiden, een soort anomodont verwant aan dicynodonten. Het leefde tijdens het Midden-Perm in wat nu Rusland is, en is bekend van de Isheevo-assemblage van de Amanakskayaformatie. 
De typesoort Ulemica invisa werd oorspronkelijk in het geslacht Venyukovia geplaatst door de Russische paleontoloog Ivan Efremov in 1940. Later kreeg het zijn eigen geslacht Ulemica in 1996 door Mikhaïl Ivachnenko, die ook een tweede soort Ulemica efremovi benoemde. Efremov was oorspronkelijk van plan geweest om de fossielen van Ulemica invisa Myctosuchus invisus te noemen, maar later erkende hij hun gelijkenis met Venyukovia en koos ervoor om het Isheevo-materiaal aan dit geslacht toe te wijzen en van Myctosuchus een nomen nudum te laten. De geslachtsnaam verwijst naar de rivier de Oelema. Het holotype van U. invisa is PIN 157/5. Het holotype van U. efremovi is PIN 2793/1.
Ulemica is bekend van meerdere schedels en kaken van individuen van verschillende leeftijden, meestal van Ulemica invisa, terwijl Ulemica efremovi alleen bekend is van een enkele schedel. Een ongebruikelijk kenmerk van Ulemica is een paar prominente benige knobbels op elke onderkaak, een in de onderste hoek van de kin en een andere langs de onderkant van de kaak. Deze knobbels worden alleen gezien bij de grootste en vermoedelijk oudste individuen.